# Michael Moutoussis
Michael Moutoussis, in greco Μιχαήλ Μουτούσης (Tragano, 1885 – Atene, 16 marzo 1956), è stato un militare e aviatore greco, uno dei primi a prestare servizio nell'aeronautica militare greca. Assieme al suo osservatore Aristeidis Moraitinis è stato il primo pilota nella storia dell'aviazione a condurre un attacco aereo contro navi da guerra, durante la prima guerra balcanica.

## Biografia

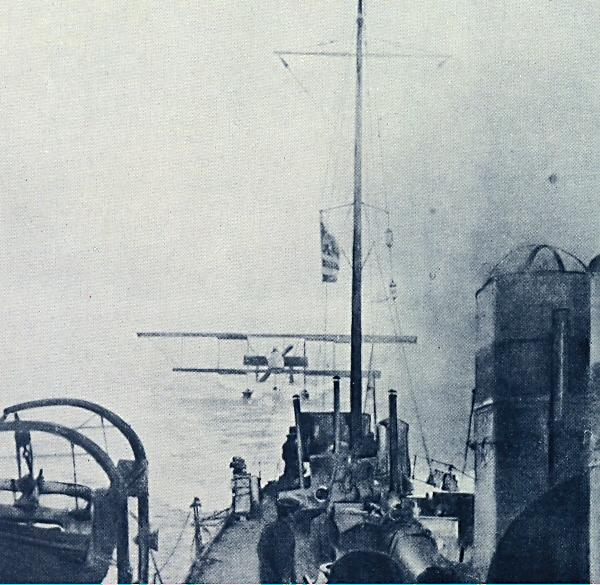
Il Farman MF.7 di Moutoussis e Moraitinis fotografato dal cacciatorpediniere Velos dopo la missione di bombardamento sui Dardanelli

Inizialmente ingegnere nell'esercito greco, Moutoussis fu uno dei sei ufficiali selezionati per ricevere l'addestramento al volo in Francia, quale passo preliminare per lo sviluppo dell'aeronautica greca. Durante la prima guerra balcanica (1912-1913) eseguì inizialmente missioni di bombardamento sulle postazioni ottomane del fronte macedone, spostandosi nell'Epiro nel dicembre 1912. Qui svolse altre missioni di bombardamento e
ricognizione nei cieli attorno Giannina durante la battaglia di Bizani.
Il 5 febbraio 1913, meno di un mese dopo la vittoriosa battaglia di Lemno contro la flotta ottomana, il primo tenente Moutoussis, accompagnato nel suo biplano Farman MF.7 dall'osservatore guardiamarina Aristeidis Moraitinis, si alzò in volo per rintracciare le navi ottomane in ritirata verso i Dardanelli. Una volta avvistate le navi nemiche, Moutoussis sganciò quattro bombe, che tuttavia non colpirono alcun bersaglio. L'azione è considerata il primo attacco aereo della storia contro navi da guerra. Nel volo di ritorno Moutoussis fu costretto ad ammarare nel mar Egeo a causa di un guasto al motore del Farman, venendo recuperato poco dopo dal cacciatorpediniere Velos.
Moutossis partecipò anche alla campagna dei Balcani della prima guerra mondiale (sul fronte macedone) e alla guerra greco-turca (1919-1922), dove era stato assegnato all'aeroporto di Proussa.